# 1 E11 m
Za lažjo primerjavo različnih redov velikosti je na tej strani nekaj dolžin od 1011 metrov (100 Gm ali 100 milijonov kilometrov ali 0,7 astronomske enote) naprej.
- razdalje, krajše od 1011 m
- 108 milijonov km -- 0,7 a.e. -- razdalja med Venero in Soncem
- 150 milijonov km -- 1,0 a.e. -- razdalja med Zemljo in Soncem
- 228 milijonov km -- 1,5 a.e. -- razdalja med Marsom in Soncem
- 290 milijonov km -- 1,9 a.e. -- najmanjši premer Betelgeze
- 480 milijonov km -- 3,2 a.e. -- največji premer Betelgeze
- 588,5 milijonov km -- 4,0 a.e. -- najmanjša razdalja med Zemljo in Jupitrom
- 624 milijonov km -- 4,2 a.e. -- premer Antaresa
- 780 milijonov km -- 5,2 a.e. -- razdalja med Jupitrom in Soncem
- 968,1 milijonov km -- 6,4 a.e. -- največja razdalja med Zemljo in Jupitrom
- razdalje, daljše od 1012 m